# Фрон Популер (станция метро)
Фрон Популер (фр. Front Populaire) — станция линии 12 Парижского метрополитена, расположенная под одноимённой площадью на границе коммун Обервилье и Сен-Дени, от которой и получила название. Станция была конечной с 2012 по 2022 год.

## История
Станция открылась 18 декабря 2012 года при продлении линии 12 на один перегон от станции Порт-де-ля-Шапель. Протяжённость нового участка составила 1,3 км. На открытии станции присутствовали префект департамента Сен-Сен-Дени Кристиан Ламбер, президент Синдиката транспорта Иль-де-Франс Стефан Трусель и президент RATP Пьер Монжен.
- Пассажиропоток по станции по входу в 2013 году, по данным RATP, составил 1 486 925 человек (278 место по уровню входного пассажиропотока в Парижском метро)[5]

## Конструкция и оформление
Станция однопролётного типа с двумя боковыми платформами, адаптирована для использования маломобильными пассажирами. Рядом со станцией установлены тепловые насосы, которые поддерживают температуру в прилегающих перегонных тоннелях на уровне 10-14 °С..

## Галерея
- Оформление потолка вестибюля
- Выход на рю дес Филлет
- Лестницы и эскалаторы
- Лестничный сход (декабрь 2012)